# Ивица Пињух
Ивица Пињух (Јабланица, 27. мај 1957 – Сарајево, 5. новембар 2019) је босанскохерцеговачки театролог, филмолог и компаративиста и предавач на Филозофском факултету у Сарајеву.

## Биографија
Ивица Пињух рођен је у Јабланици, БиХ, СФРЈ, 27. маја 1957. године.
Био је професор на Филозофском факултету у Сарајеву где је предавао на Одсеку за компаративну књижевности и библиотекарство. Основну школу и гимназију завршио је у Сарајеву где се преселио још као дете заједно са родитељим а и сестром. Дипломирао је театрологију и компаративну књижевност на Филозофском факултету у Сарајеву на тему „Стилски облици и стилистички модели у дјелу Рејмона Кеноа Стилске вјежбе”. Магистрирао је на Факултету драмских уметности у Београду на тему „Прича о Исусу Кристу и интерсемиотичке трансформације од мита до наративног филма”. Докторирао је на Филозофском факултету у Сарајеву 2015. године на тему „Наративна експанзија од идеје до дјела”. Радио је на ТВ Сарајево у периоду од 1979. до 1983. године где је снимио преко 300 емисија различитих жанрова као сценариста, редитељ и помоћник режије. За Федералну телевизију снимио је 15 ауторских документараца о бијеналима савремене уметности широм света. Био је и текстописац и сарађивао је са многим познатим музичарима и певачима као што су Здравко Чолић, Хари Варешановић, Сеид Мемић Вајта, групом Индекси, Тешка индустрија и друге. Бавио се и глумом у филмовима Bogeyman (2017) i Regained Memory (2018). Био је и уредник за теорију и естетику филма у култном филмском часопису „Синеаст”. Учествовао је на више стотина међународних симпозијума и конгреса и објавио више стотина стручних радова и есеја. Био је члан жирија више филмских и позоришних фестивала, као и бијенала савремене уметности.
Филмска редитељка Мартина Милер о њему је снимила документарни филм под називом „Бити Бимбо”, а своје последње јавно појављивање имао је у дугометражном играном филму „Све о љубави, књигама и псима”, снимљеном лета 2019.
Преминуо је 5. новембра 2019. године у Сарајеву.

## Дела
- „Наративна експанзија од идеје до дјела”, издавач Buybook, Босна и Херцеговина,ISBN 9789958303043[2]
- Аутор је 15 сценарија за документарне филмове о бијеналима савремене уметности широм света.
- Аутор је филмских сценарија „Magic bus“, „Огледало заручника” и „Дјед Мраз долази у Катахуш”, као и збирке поезије „Триптих о живог креча”.[2]